# Eva Podzimková
Eva Podzimková (rozená Josefíková; * 3. února 1990 Uherské Hradiště) je česká divadelní a filmová herečka a dabérka. Za výkon ve filmu Fair Play byla v roce 2014 nominována na Českého lva pro nejlepší herečku ve vedlejší roli.

## Osobní život
Pochází z Uherského Hradiště, kde také vystudovala tamní gymnázium. V roce 2001 se s rodiči přestěhovala do Vlčnova. Od roku 1999 navštěvovala literárně-dramatický obor na Základní umělecké škole v Uherském Hradišti.
V roce 2008 dostala nabídku hostování do Národního divadla, kde v letech 2009–2010 ztvárnila roli Barunky v inscenaci Babička. Poté absolvovala DAMU v oboru Herectví činoherního divadla. Hrála ve Stavovském divadle a nyní[kdy?] v divadle Disk.
Žije v Praze. Podle bulvárního tisku byla přítelkyní Jiřího Mádla.
V lednu 2021 oznámila, že je těhotná. Dne 21. května 2021 se jí narodila dcera Lota. Jejím manželem a otcem dítěte je scenárista Matěj Podzimek. V lednu 2024 oznámili, že čekají dalšího potomka.

## Filmografie
| Rok  | Název                                    | Role | Poznámky                          |
| ---- | ---------------------------------------- | --- | --------------------------------- |
| 2010 | PIKO                                     | Monika | film                              |
| 2011 | Čertova nevěsta                          | princezna Štěpánka | film; předabována Jitkou Ježkovou |
| 2012 | Probudím se včera                        | Eliška | film                              |
| 2012 | Signál                                   | Verunka | film                              |
| 2013 | Donšajni                                 | mladá Markétka | film                              |
| 2013 | Škoda lásky                              | Maruška | seriál                            |
| 2013 | Kurýr                                    | ?? | seriál                            |
| 2014 | Fair Play                                | Martina | film                              |
| 2014 | Vejška                                   | Julie | film                              |
| 2014 | Pojedeme k moři                          | ?? | film                              |
| 2014 | 1864                                     | Sofie | dánský TV seriál                  |
| 2014 | Legenda                                  | ?? | americký TV seriál                |
| 2015 | Korunní princ                            | princezna Viktorie | pohádka                           |
| 2015 | Bez hranic                               | ?? | seriál                            |
| 2016 | Já, Olga Hepnarová                       | ?? | film                              |
| 2016 | Kosmo                                    | Miss Kurník Agáta Kašpárková | TV seriál                         |
| 2016 | Semestr                                  | Pavlína Stárková | TV seriál                         |
| 2016 | Člověk kancelářský                       | Blanka | seriál                            |
| 2017 | Modrý kód                                | MUDr. Lucie Krutinová | TV seriál                         |
| 2017 | Bohéma                                   | ?? | seriál                            |
| 2017 | Dáma a Král                              | nevěsta | TV seriál                         |
| 2018 | Bůh s námi – od defenestrace k Bílé hoře | císařovna Eleonora Gonzaga | film                              |
| 2018 | Rodina Aloise Rašína                     | Malenka Rašínová | film                              |
| 2018 | Dívka za zrcadlem                        | Kateřina / Marie | film                              |
| 2018 | Tátové na tahu                           | Nikola Beranová | TV seriál                         |
| 2019 | Princezna a půl království               | princezna Kateřina Adriana Markéta Eliška, princezna z Arkádie, hraběnka z Mormoku, vévodkyně z Elveru a Juditiných plání, baronka z Cornelu | TV film                           |
| 2019 | Svět v plamenech                         | Alena | seriál                            |
| 2020 | Kryštof                                  | ?? | film                              |
| 2020 | Einstein                                 | npor. Bc. Soňa Svobodová | TV seriál                         |
| 2020 | Slunečná                                 | Denisa Kánská – expřítelkyně Janka, později přítelkyně Johna, matka Haničky                                                                  | TV seriál                         |
| 2020 | Božena                                   | Antonie Reissová | TV seriál                         |
| 2021 | Zločiny Velké Prahy                      | Eliška Havránková | TV seriál                         |
| 2021 | Prvok, Šampón, Tečka a Karel             | sekretářka v Karlově firmě | film                              |
| 2022 | Vražedné stíny                           | advokátka ex offo | TV minisérie                      |
| 2023 | Sedm schodů k moci                       | Anna Malá | TV seriál                         |
| 2024 | Mozaika                                  | Madla Jirsová - dcera Jindřicha a Heleny | seriál                            |
| 2025 | Džob                                     | Julie | film                              |

## Dabing
- 2015 – Star Wars: Síla se probouzí (dabing; Rey)
- 2016 – Zázračný nos (dabing; princezna Diana)
- 2017 – Spider-Man: Homecoming (dabing; MJ)
- 2017 – Star Wars: Poslední z Jediů (dabing; Rey)
- 2018 – Balón (dabing; Petra)
- 2019 – Spider-Man: Daleko od domova (dabing; MJ)
- 2019 – Star Wars: Vzestup Skywalkera (dabing; Rey)
- 2019 – Čarovný kamínek (dabing; Jůlie)
- 2021 – Raya a drak (dabing; Raya)
- 2022 – Spider-Man: Bez domova (dabing; MJ)

## Divadlo

### Národní divadlo
- Josef Topol: Konec masopustu, 2011–2012 – jedna z maškar
- Lucy Prebble: Enron, 2012 – komodita, makléř, dcera

### Tygr v tísni
- Vij: Requiem za čarodějku, 2011 – Šeptunka, děvečka
- Golem, 2013 – Mirjam Hillelová
- 1913, 2015 – Alma Mahlerová

### Divadlo DISK
- Punk Rock, 2012–2013
- Petr Kolečko: Buchty a bohyně, 2012–2013

### Městské divadlo Kladno
- Carlo Goldoni: Letní byt, 2013 – Giacinta
- Henrik Ibsen: Přízraky, 2014 – Regina Engstrandová

### A Studio Rubín
- Viliam Klimáček: Maso, 2014 – Jana

### Švandovo divadlo
- Bård Breien: Kurz negativního myšlení, 2010
- Lars von Trier: Idioti, 2014
- Molière: Misantrop, 2015 – Celimena
- Martina Kinská: Pankrác '45, 2015
- Bertolt Brecht: Baal, 2016